# Éditions Albin Michel
48°50′26″ пн. ш. 2°19′41″ сх. д. / 48.840558333333° пн. ш. 2.3279861111111° сх. д.
Альбе́н Міше́ль (фр. Les éditions Albin Michel) — французьке видавництво, засноване в 1900 році Альбеном Мішелем. 
Одне з небагатьох незалежних видавництв, що мають значний вплив на літературний процес. Видавництво спеціалізується переважно на публікації художньої літератури, звертаючи велику увагу на підтримку молодих французьких письменників. З 1992 року видавництво публікує близько 450 назв у рік (у 1967 році було лише 100 назв). 

## Група Альбен Мішель
До видавничої групи Альбен Мішель входять такі дочірні видавництва:
- Magnard
- Vuibert
- Le Grand Livre du Mois
- De Vecchi
- Dervy
- Dilisco

## Видавничі серії
- Les Maîtres de la littérature étrangère, 1922, тепер ця серія називається «Les Grandes Traductions» — перекладна белетристика.
- Parisienne-Collection — література про Париж.
- L'Evolution de l'humanité, 1937
- Présences du judaïsme,1958 — юдаїка.
- Lettre ouverte…, 1966 — листування.
- Spécial suspense, 1980 — пригоди, триллери.
- Albin Michel Science-fiction — наукова фантастика.
- Spiritualités vivantes — духовність.